# Lucia Rijker
Lucia Frederica Rijker (AFI: [ˈlyːɕjaː fɾeːdəˈrɪkaː ˈrɛi̯kər]; Amsterdam, 6 dicembre 1967) è una pugile, kickboxer e attrice olandese.

## Biografia
Figlia di madre olandese e padre originario del Suriname, Rijker, nel mondo del pugilato, dalla stampa e dai suoi avversari viene soprannominata 'The Dutch Destroyer', l'olandese distruttrice, o anche "The most dangerous woman in the world", la donna più pericolosa al mondo. Parla quattro lingue ed è buddista, dedica del tempo
alla meditazione e al canto. È famosa anche nel mondo cinematografico per avere interpretato la parte di Billie 'The Blue Bear', la pugile scorretta nel film Million Dollar Baby (2004).

### Cinema
Inizia a 6 anni a praticare le arti marziali, con lo Judo, un anno dopo entra a far parte nella squadra tedesca di softball. Qualche anno dopo inizia a praticare il pugilato, vincendo ben 14 incontri e dopo aver quasi perso contro la rivale Christy Martin, passa per un momento alla carriera cinematografica entrando nel mondo di Hollywood, dove nel 2004 interpreta la pericolosa Billie 'The Blue Bear' nel film-premio oscar Million Dollar Baby. Ha avuto anche un ruolo minore nel film del 2002 Rollerball e un breve cameo nella stagione di The L Word nel ruolo dell'allenatrice di Dana. Torna poi nella 5ª stagione di The L Word nel ruolo di Dusty, inoltre ha avuto un ruolo come ufficiale nella serie Star Trek.

### Ritorno sul ring
Dopo questa parentesi nel mondo del cinema, torna a fare pugilato, battendo nel febbraio del 2002 Jane Couch in 8 round (su decisione), per lei fu la 16ª vittoria, mentre la sua 17ª vittoria fu contro Deborah "Sunshine" Fettkether il 20 maggio 2004 su decisione dei 10 round. La Rijker e Christy Martin dovevano di nuovo combattere il 30 luglio 2005 al Mandalay Bay di Las Vegas ma il 20 luglio accusò la rottura del tendine d'Achille durante l'allenamento pre-gara; con il ricovero era previsto uno stop dai 4 ai 7 mesi, e alla fine il match fu cancellato. Nel 2006 Rijker ha dichiarato che anche se non si è ancora ufficialmente ritirata, avrebbe preso in considerazione un'ultima lotta, un incontro con Laila Ali.

### Record
Da febbraio del 2007, risulta imbattuta, con un record di 17 match vinti (di cui 14 per K.O), 0 pareggi e 0 sconfitte, mentre il suo record di Kickboxing è di 37-0 (di cui 25 per K.O). Ha vinto 5 titoli e l'unica sconfitta subita è stata in un match di esibizione di Muay thai contro un avversario maschile neo-zelandese, Somchai Jaidee venendo sconfitta per K.O al 2º round.
Lucia Rijker è stata nella copertina di varie riviste come per esempio Inside Kung Fu, come professionista ha vinto il titolo dei pesi welter (Welterweight) e ha battuto atlete come Marcela Acuña e Deborah "Sunshine" Fettkether.

## Attività attuali
Per molti anni la Rijker è stata allenata dal famoso allenatore di boxe Freddie Roach, ed è rimasta occupata tenendo conferenze e seminari ad atlete e persone di ogni ceto sociale per trarre il loro meglio, pur mantenendo la sua forma fisica superiore e una dieta rigorosa.

## Palmarès

### Kickboxing
- 1988-1989 - IWBA Women's Boxing World Champion
- 1985-1994 - WKA Women's Division World Champion
- 1989-1994 - ISKA Women's Division World Champion

### Boxing
- 1997 - WIBF Super Lightweight World Champion
- 1998 - WIBO Junior Welterweight World Champion
- 1997-1998 - European WIBF Boxing Champion

## Filmografia

### Cinema
- Rollerball (2002)
- Million Dollar Baby (2004) - Billie 'The Blue Bear'
- I Love You Mommy (2007) - Grim Reaper
- Star Trek: Il futuro ha inizio (2009)

### Televisione
- Veronica's Fight Master (2004) - Coach
- JAG - Avvocati in divisa (2004) - Sgt. Marika Hoyos
- The L Word (2005-2008) - Dusty/Dana's Trainer